# Para Kaszubów na ławce
Para Kaszubów na ławce znajduje się w Gdyni na placu Kaszubskim. Została odsłonięta 30 września 2006. Jej autorem jest rzeźbiarz i malarz Adam Dawczak-Dębicki, absolwent Akademii Sztuk Pięknych, były dyrektor banku.
Ławeczka przedstawia małżeństwo: Jakuba Scheibe (1858 – 1939), reemigranta z Ameryki, zajmującego się rybołówstwem i Elżbietę z domu Kurr (1871 – 1956).
Jakub Scheibe wzniósł w roku 1928 kamienicę przy placu Kaszubskim według projektu architekta Wiktora Lorenza. Na prośbę żony na ostatniej kondygnacji dobudował pomieszczenie, z okien którego roztaczał się widok morza aż do Mierzei Helskiej. Gdy Jakub łowił ryby, Elżbieta przesiadywała w tej izdebce, wypatrując jego powrotu. Kamienica zachowała się do naszych czasów i stoi obok ławeczki po drugiej stronie ul. Jana z Kolna, nadal mieszkają w niej członkowie rodziny Scheibe.
Rzeźba jest utrzymana w stylu pogodnej, życzliwej karykatury. Z kieszeni Jakuba wystaje rulon papieru z napisem:
„Jakubie, Jeśli na ostatnim piętrze zbudujesz dla mnie pokoik, będę widziała kiedy wracasz z morza – Elżbieta”.
W maju 2007 rzeźba uległa uszkodzeniu przez wandali. Władze miejskie przekazały ją autorowi w celu naprawy.